# J. Chr. Jensen's Galvaniserings-Etablissement
J. Chr. Jensen's Galvaniserings-Etablissement var en dansk galvaniseringsanstalt på Holmbladsgade 39-47, Amagerbro i København. Firmaet var grundlagt i 1870 af brødrene Johan Chr. Jensen (1845-1914) og Niels Jensen (1848-1926). I 1937 indregistreredes Danske Galvaniserings-Fabrikker, Københavns Fortinneri, Københavns Kromfornikleri, Københavns Cadmierings Anstalt, Dansk Metalsprøjteri og i 1950 indregistreredes Dansk Prodor Glas. Virksomhedens nuværende indehaver var fabrikant H. Busch-Jensen (f. 1889), som indtrådte som medindehaver i 1922 og overtog virksomheden som eneindehaver i 1937.
Firmaet eksisterede indtil 1970'erne. Det store fabriksanlæg i Holmbladsgade var opført i 1870'erne i gule mursten i rundbuestil for Brønnums Maskinfabrik. Anlægget blev revet ned 1979, og 10. juni 1983 nedlagte overborgmester Egon Weidekamp grundstenen til boligbyggeriet Støberigården, der rejste sig på grunden 1983-84 for boligselskabet VIBO. Anlægget rummer også en kommunal vuggestue, og da det i 1987 kommer frem, at grunden er stærkt forurenet, og at kommunen har undervurderet forureningen, lukker institutionen og grunden renses.